# Амид цезия
Амид цезия  — неорганическое вещество с формулой CsNH2, производное аммиака, 
бесцветные кристаллы.

## Получение
- Реакция газообразного аммиака с металлическим цезием:

{\displaystyle {\mathsf {2\ Cs+2\ NH_{3}{\xrightarrow {120^{o}C}}2\ CsNH_{2}+\ H_{2}}}}
- Реакция гидрида цезия с аммиаком:

{\displaystyle {\mathsf {CsH+NH_{3}{\xrightarrow {440-460^{o}C}}\ CsNH_{2}+H_{2}}}}

## Физические свойства
Амид цезия образует бесцветные кристаллы тетрагональной сингонии.
При 30°С переходит в фазу кубической сингонии.
В расплавленном состоянии образует зеленовато-коричневую вязкую жидкость, которая разъедает стекло и фарфор.
При охлаждении (-65÷-35°С) раствора в жидком аммиаке образует аддукт вида CsNH2•NH3.
С влагой воздуха взаимодействует с воспламенением.

## Химические свойства
- Бурно реагирует с водой:

{\displaystyle {\mathsf {CsNH_{2}+H_{2}O{\xrightarrow {\ }}\ CsOH+NH_{3}}}}
- Раствор в аммиаке медленно окисляется кислородом:

{\displaystyle {\mathsf {4CsNH_{2}+3O_{2}{\xrightarrow {\ }}\ 2CsOH+2CsNO_{2}+2NH_{3}}}}